# La Federación
La Federación: órgano del centro Federal de las Sociedades Obreras fou un setmanari obrerista que sortia els diumenges, durant el Sexenni Democràtic, en plena efervescència del moviment obrer. El setmanari es va editar a Barcelona entre l'1 d'agost de 1869 i el 3 de gener de 1874.
Va ser fundat per Rafael Farga i Pellicer i el seu primer número va ser publicat a Barcelona l'agost del 1869 i sis anys després, el 1874, va sortir l'últim número, el 229, coincidint amb la fi de la Primera República. Fou el periòdic internacionalista més influent de l'època de la Federació Regional Espanyola de la AIT i divulgà, des del setembre del 1869, escrits, sense signar, de Bakunin. És considerat el major exponent de la premsa internacionalista del "Sexenni Democràtic" i, segons Nettlau, el primer periòdic anarquista de la història. La seva impressió es feia al centre d'Impressió de Fiol i Bernadas a Barcelona.

## Història

### Naixement
El setmanari va sorgir d'un grup de persones vinculades originàriament al republicanisme federal, que la van impulsar a partir de l'acord de crear un òrgan de premsa del Centre Federal de Societats Obreres de Catalunya (Barcelona, 12 i 13 de desembre de 1868); passarà a partir del 23 de juliol del 1870 a ser l'òrgan de la bakuninista Federación Barcelonesa de l'Associació Internacional de Treballadors (AIT). Juntament amb Farga, foren fonamentals en aquest projecte destacades personalitats del moviment obrer a Barcelona, sempre en l'òrbita bakuninista, com el Gaspar Sentiñón, Emili Hugas, o Pere Gasull.
L'1 d'agost de 1869 es publica a Barcelona el primer número del setmanari creat per Rafael Farga i Pellicer “La Federación: Órgano del Centro Federal de las Sociedades Obreras.”

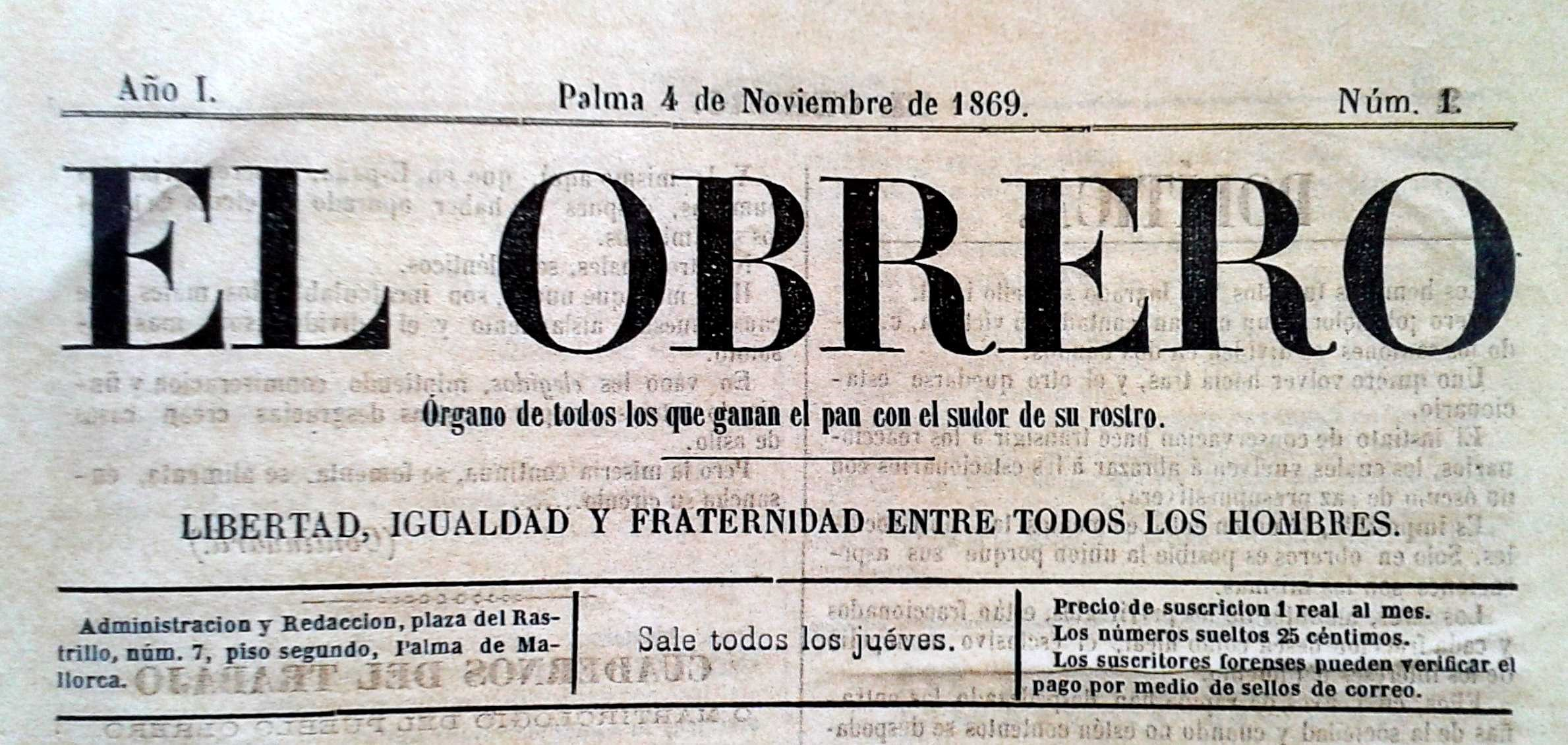
Exemple de la capçalera de El Obrero

El setmanari, també, va mantenir una estreta relació amb El Obrero de Palma.

### Desenllaç
L'any 1870, a partir del no.19, s'addicciona el subtítol de: Órgano de la Federación Barcelonesa de la Asociación Internacional de Trabajadores.
La Federación: órgano del centro Federal de las Sociedades Obreras va ser víctima del pronunciament militar del general Manuel Pavia. A partir d'aquí, el setmanari fou suspès governativament i fou substituït, entre maig i juny del 1872, per “El Trabajo”, que portava com a subtítol “Periódico socialista”. Aquesta suspensió va ser a causa de la postura ideològica del setmanari contra el sistema polític i social de l'època.
Va tenir com a col·laboradors a: Fermín Salvochea, González Morago, Gaspar Sentiñón i Anselmo Lorenzo. També hi van escriure com a col·laboradors adjunts Soriano, Alerini, José García Viñas, Marselau, Teobaldo Nieva i Josep Roca i Galès.
De Teobaldo Nieva es destaca la seva defensa de la Comuna a l'article titulat “El legado de la Commune” el juliol de 1871.
| « | "El legado de la Commune” “Jamás había sentido tanto escribir un artículo como hoy, que al hablar de la epopeya de los héroes de Paris, se necesitaba escribir volúmenes y la pluma del Dante; pero me siento impulsado á ello aun cuando la grandiosidad del asunto sea superior á mis facultades, y aun á las ideas del siglo en que vivo. (...)” | » |

## Ideologia
D'ideologia obrera i considerat un òrgan de la Federació Barcelonesa de l'Associació Internacional de Treballadors, el setmanari va difondre el pensament de l'anarquista rus Bakunin, de les quals es considera un difusor de les seves idees a Espanya, tot i que també va publicar textos del francés Proudhon, encara que va començar amb una ideologia republicana federal. Fou a finals de l'any 1869 quan es perfilà la línia anarquista.

## Director i col·laboradors

### Director
- Rafael Farga i Pellicer: (Barcelona, 1844 - Barcelona, 14 d'agost de 1890) també conegut amb el pseudònim de Justo Pastor de Pellico, fou el creador del setmanari La Federación. Va ser tipògraf, dibuixant, pintor, sindicalista, anarquista i periodista espanyol de la segona meitat del segle xix.

### Col·laboradors
El setmanari va comptar amb un ampli numero de col·laboradors de gran reconeixement i destacades figures històriques del moviment obrer de Barcelona.
- Gaspar Sentiñón: (Barcelona, 1840- Barcelona, 1903) fou un metge català, destacat militant de la Federación Regional Española de la Asociación Internacional de Trabajadores.
- Emili Hugas: fou un tipògraf i sastre
- Pere Gasull
- José García Viñas: (Màlaga, 1848 – Melilla, 1931) fou un metge anarquista espanyol, membre de la Federación Regional Española de la Asociación Internacional de Trabajadores (FRE-AIT, 1870-1881) i de la bakunista Aliança Internacional de la Democràcia Socialista (1869-1872).
- Nicolás Alonso Marselau:(Granada, 26 d'octubre de 1840 – Granada, 10 d'octubre de 1882) va ser el membre més destacat de la Federación de Sevilla i en diverses ocasions fou el delegat més votat per assistir als congressos de la Primera Internacional en representació d'Espanya.
- Teobaldo Nieva:(Màlaga, 1834-1894) fou un publicista, periodista i anarquista espanyol.
- Josep Roca Galès: (1828-Barcelona, 1891) fou un dirigent obrer, teixidor, cooperativista i republicà, des de 1866 encapçalà a Barcelona un obrerisme societari i cooperativista.
- Fermín Salvochea y Álvarez: (Cadis, 1 de març de 1842- Cadis, 27 de setembre de 1907) fou un polític espanyol, que arribà a ser alcalde de Cadis i president del seu cantó durant la Primera República. A més, va ser un dels principals propagadors del pensament anarquista a la zona sud al segle xix.
- Tomás González Morago: (1885) fou un militant anarquista espanyol de la Primera Internacional.
- Anselmo Lorenzo Asperilla: (Toledo, 21 d'abril de 1841 – Barcelona, 30 de novembre de 1914) va ser un dels primers anarquistes espanyols.

## El primer congrés obrer a Barcelona
El primer Congrés Obrer d'abast estatal es va celebrar al local de Teatre Circ de Barcelona. Els internacionalistes madrilenys van llançar la iniciativa el 19 de febrer de 1870 des de les pàgines del setmanari "La Solidaridad". El manifest convidava a participar en totes les Societats de Treballadors, constituïdes o en projecte, adherides o no a La Internacional, però que estiguessin d'acord amb els seus estatuts generals, a la celebració d'un congrés obrer nacional, que tindria lloc a Madrid el primer diumenge de maig.
| « | "A los obreros españoles" “Compañeros: en la asamblea general celebrada el dia 11 -del martes por la sección internacional de Madrid, se aprobó por unanimidad la siguiente proposicion, que publica nuestro querido colega La Solidaridad. Considerando:. que las numerosas adhesiones recibidas de provincias, hacen concebir la grata esperanza de que muy en breve se estenderá la Associación Internacional por toda España, Siendo esta la señal de la pronta y segura emancipación trabajadora; que este mismo incremento, bueno bajo tantos conceptos, es cansa de que el Comité de la sección central povisional de España en Madrid se encuentre agobiado por un Trabajo superior á sus fuerzas; que debiendo en lo posible tender á que sea igual el desarrollo de todas las secciones internacionales, es precisa la federación de las mismas (...)” | » |

Aquest manifest el va recollir el diari "La Federación” a la seva edició del 27 de febrer de 1870, i proposava al mateix temps que se sotmetés a votació la ciutat on se celebraria el congrés.
A l'Assemblea General verificada el 13 de març de 1870 per la Secció Internacional de Madrid es va acordar, tenint en compte les justes observacions del Centre Federal de les Societats Obreres de Barcelona i Balears, revocar l'acord pres per aquesta, designant Madrid com a punt de reunió del Congrés Obrer Nacional, que ha de verificar-se el primer diumenge de maig pròxim.
En la seva conseqüència es convida a totes les associacions obreres a què emetin el seu vot respecte la localitat a celebrar congrés. A l'efecte de remetre el seu vot als diaris obrers: "La Federación", de Barcelona; "El Obrero", de Palma, i "La Solidaridad", de Madrid.
Sota el lema No más derecho sin deberes, no más deberes sin derechos, el congrés, presidit per Rafael Farga i Pellicer, començà les seves tasques a les 9 del vespre del dia 18 de juny al local de l'Ateneu català de la classe obrera. Tot seguit es van nomenar els components de la Taula de la sessió. Van ser elegits Emili Hugas com a President i Enrique Borrel de Madrid i Antoni Marsal i Anglora de Barcelona com a secretaris.

## Webgrafia
- https://arca.bnc.cat/arcabib_pro/ca/consulta/registro.do?id=2189 La Federación. ARCA. Arxiu de Revistes Catalanes Antigues
- https://www.nuevatribuna.es/articulo/historia/la-federacion/20180616080549153073.html Nueva Tribuna. La Federación, el semanario obrero barcelonés
- https://nordicanger.blogspot.com/2018/10/la-federacion-organo-del-centro-federal.html La Federación. Órgano del Centro Federal de las Sociedades Obreras (1869-1874).
- https://elobrero.es/cultura/6936-la-federacion.html%5BEnllaç+no+actiu%5D “La Federación”